# Ozerske, Iavoriv
Ozerske (în ucraineană Озерське) este un sat în comuna Iasnîska din raionul Iavoriv, regiunea Liov, Ucraina.

## Demografie
Componența lingvistică a localității Ozerske
     Ucraineană (100%)
Conform recensământului din 2001, toată populația localității Ozerske era vorbitoare de ucraineană (100%).